# Hartwell (Northamptonshire)
Hartwell est une paroisse civile et un village du Northamptonshire, en Angleterre.